# Don Quichotte (opéra)
Pour les articles homonymes, voir Don Quichotte (homonymie).
Personnages
- Dulcinée, mezzo-soprano
- Don Quichotte, basse
- Sancho Pança, baryton-basse
- Pédro, soprano « en travesti »
- Garcias, mezzo-soprano « en travesti »
- Juan, baryton
- Rodriguez, ténor
- Un valet, ténor
- Le chef des bandits, rôle parlé

Airs
- « Quand la femme a vingt ans » (Dulcinée) – Acte I
- « Lorsque le temps d'amour a fui » (Dulcinée) – Acte IV
- « Riez, allez, riez du pauvre idéologue » (Sancho) – Acte IV
- « "O mon maître, o mon grand !... Ecoute, mon ami" » (Sancho, Don Quichotte) – Acte V

Don Quichotte est un opéra (ou « comédie héroïque ») en cinq actes de Jules Massenet, sur un livret en français d'Henri Cain, créé à l'Opéra de Monte-Carlo le 24 février 1910. L'histoire adapte les personnages de Don Quichotte de Miguel de Cervantes, revisité en une pièce de théâtre par Jacques Le Lorrain, Le Chevalier de la Longue-Figure.

## Historique
Don Quichotte est l'un des six opéras commandé à Massenet par Raoul Gunsbourg pour l'Opéra de Monte-Carlo, son directeur (alors qu'il fait vainement appel dans un premier temps à Charles Lecocq), et qui lui souffle également l'idée d'adapter le roman. Concevant à l'origine Don Quichotte comme un opéra en trois actes, Massenet commence sa composition à l'été 1908 et l'achève au printemps 1909 à une époque où, souffrant de rhumatismes aigus, il passe plus de temps dans son lit qu'en dehors, et la composition de Don Quichotte devient alors, selon ses propres mots, un « baume apaisant ». Afin de se concentrer sur ce nouveau travail, il interrompt même la composition d'un autre opéra, Bacchus. L'opéra est composé en vue d'être créé, pour le rôle principal, Don Quichotte, par la basse Fédor Chaliapine. Le livret est adapté des personnages du roman Don Quichotte de Miguel de Cervantes par Henri Cain. Le compositeur apprécie le livret qui met en avant la figure de Dulcinée, qu'il prévoit déjà pour la mezzo-soprano Lucy Arbell.
Don Quichotte est donné en création mondiale à Monte-Carlo le 24 février 1910, qui reçoit un accueil positif de la part du public, bien que la critique émette des réserves sur la qualité de l'adaptation du livret, jugé trop éloigné du roman. Immédiatement après celle-ci, l'opéra est mis en scène à Bruxelles en mai, à Marseille en création française et à la Gaîté-Lyrique à Paris à partir du 29 décembre 1910, puis à Moscou en novembre. Puis, entre 1912 et 1913, il est présenté à La Nouvelle-Orléans, à Londres et à Philadelphie, et New York. Après la Guerre il est joué à l'Opéra-Comique et en Europe de l'Est. En 1926 il est repris pour seulement 9 représentations au Metropolitan Opera de New York. À cause de critiques dévastatrices dans le Herald Tribune, sur l'œuvre en particulier et sur la musique de Massenet en général, l'opéra ne sera jamais repris à New York depuis.
Outre des reprises fréquentes et périodiques à Monte-Carlo et en France, l'opéra rencontre un franc succès en Italie. Il est également monté en Pologne. Plus récemment, il est mis en scène à Paris en 2000 (avec Samuel Ramey dans le rôle-titre), à San Diego en 2009, et en 2010 à Bruxelles (avec José Van Dam) et à Palerme. Début 2011, l'opéra est joué à Seattle.

## Description
Don Quichotte est une « comédie héroïque » en cinq actes en français. Malgré ses cinq actes, l'opéra dure moins de deux heures. La partition est dédiée à Lucien Fugère.
Comme beaucoup d'autres versions de l'histoire de Don Quichotte, l'opéra de Massenet ne s'inspire qu'indirectement du grand roman de Cervantes. L'inspiration immédiate de l'œuvre fut la pièce de théâtre du poète Jacques Le Lorrain, Le Chevalier de la Longue-Figure, créée à Paris en 1904. Dans cette version de l'histoire, la simple fille de ferme Aldonza (aussi dénommée Dulcinea) du roman d'origine devient un personnage plus sophistiqué, Dulcinée, une beauté locale coquette qui inspire les exploits du vieil homme épris.
Certains[Qui ?] avancent que Massenet s'identifia personnellement avec son personnage-titre, car il était à l'époque amoureux de la mezzo-soprano Lucy Arbell, qui créa le rôle de Dulcinée dans cette œuvre. Le compositeur avait alors 67 ans, et mourut deux ans plus tard. En réalité, c'est plutôt une affection quasi paternelle qu'il témoignait à la jeune cantatrice. Le rôle de Don Quichotte fut l'une des réalisations les plus remarquables de la basse russe Fédor Chaliapine, pour qui le rôle fut spécialement conçu.
Sujet oblige, la partition s'inspire d'un certain nombre de références relativement anciennes et surtout espagnoles.

### Distribution de la création

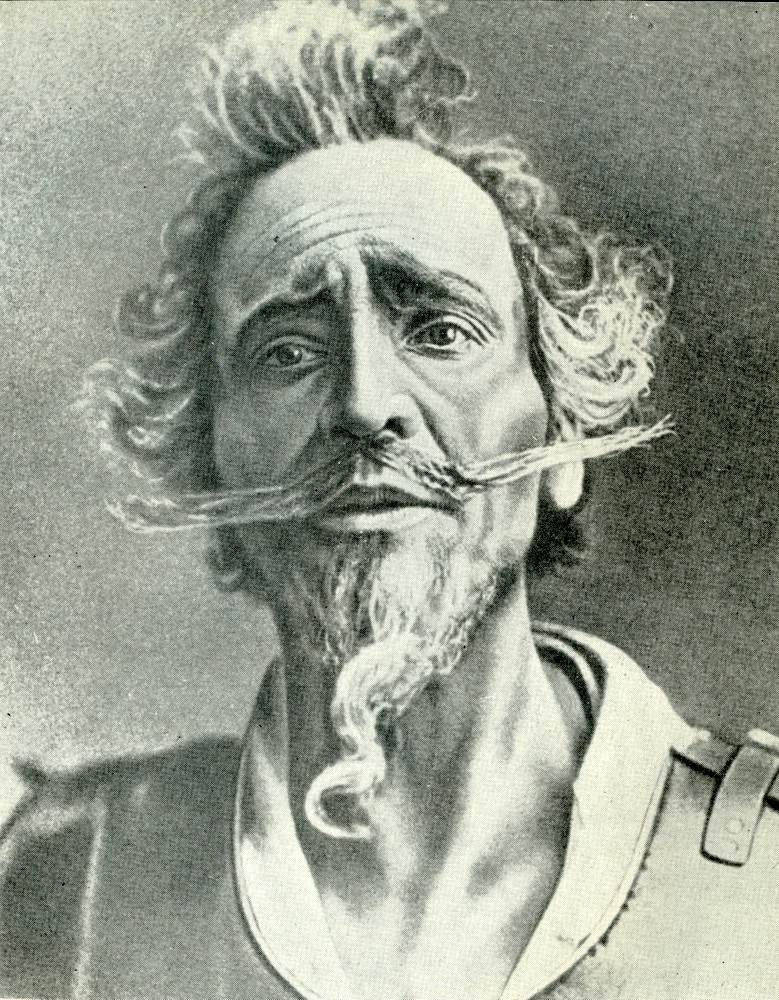
Portrait de Chaliapine dans le rôle de Don Quichotte en 1910

Les rôles de Don Quichotte comprennent les personnages suivants :
| Rôles               | Voix                      | Création le 24 février 1910 Chef d'orchestre : Léon Jehin |
| ------------------- | ------------------------- | --------------------------------------------------------- |
| Dulcinée            | Mezzo-soprano             | Lucy Arbell                                               |
| Don Quichotte       | Basse                     | Fédor Chaliapine                                          |
| Sancho Pança        | Baryton-basse             | André Gresse                                              |
| Pédro               | Soprano en travesti       | Brienz                                                    |
| Garcias             | Mezzo-soprano en travesti | Brielga                                                   |
| Juan                | Ténor                     | Charles Delmas                                            |
| Rodriguez           | Ténor                     | Edmond Warnéry                                            |
| Un valet            | Ténor                     | André Gilly                                               |
| Le chef des bandits | Rôle parlé                |                                                           |

## Argument

### Acte I
Une place publique en face de la demeure de Dulcinée
Un festival est célébré. Quatre prétendants de Dulcinée lui chantent la sérénade dans la rue. Dulcinée apparaît et explique qu'être adorée ne suffit pas (« Quand la femme a vingt ans »). Elle se retire et une foule, en grande partie des mendiants, acclame l'arrivée du chevalier excentrique et son écuyer comique, Don Quichotte monté sur son cheval Rossinante et Sancho Pança sur un âne. Enchanté par leur attention, Don Quichotte dit au réticent Sancho de leur jeter de l'argent. Après avoir dispersé la foule, Don Quichotte chante une sérénade à Dulcinée, (« Quand apparaissent les étoiles »), mais il est arrêté par Juan, un autre prétendant jaloux. Un combat à l'épée s'ensuit, interrompu par Dulcinée elle-même. Elle est séduite par les attentions anciennes de Don Quichotte, et réprimande Juan pour sa jalousie en le renvoyant. Le vieil homme lui offre son dévouement et un château. Elle suggère plutôt qu'il aille récupérer un collier de perles volé par Ténébrun, le chef des bandits. Il s'engage à le faire, et Dulcinée rejoint rapidement ses amis masculins.

### Acte II
Dans la campagne
Un matin brumeux, Don Quichotte et Sancho entrent en scène avec Rossinante et l'âne. Don Quichotte est en train de composer un poème d'amour. Sancho prononce une longue tirade à l'encontre de leur expédition, de Dulcinée, et des femmes en général (« Comment peut-on penser du bien de ces coquines »). Les brumes se dispersent, révélant un alignement de moulins à vent, que Don Quichotte prend pour un groupe de géants. À la grande horreur de Sancho, Don Quichotte attaque le premier, est accroché par une des ailes et est soulevé dans les airs.

### Acte III
Dans la sierra
Au crépuscule, Don Quichotte pense qu'ils se rapprochent des bandits. Sancho va se coucher tandis que Don Quichotte monte la garde. Les bandits apparaissent soudainement, et après un bref combat, font prisonnier le chevalier, tandis que Sancho parvient à s'échapper. Surpris par le mépris du vieil homme, les bandits lui donnent une raclée, avec l'intention de le tuer, mais la prière de Don Quichotte (« Seigneur, reçois mon âme, elle n'est pas méchante ») inspire la pitié à Ténébrun, le chef des bandits. Don Quichotte explique sa mission (« Je suis le chevalier errant »), et le collier lui est rendu. Les bandits demandent la bénédiction du noble chevalier avant son départ.

### Acte IV
Le patio de la demeure de Dulcinée
Une fête se déroule, avec de la musique et de la danse, mais Dulcinée est mélancolique (« Lorsque le temps d'amour a fui »). S'éveillant un peu, elle attrape une guitare et chante (« Ne pensons qu'au plaisir d'aimer »). Alors que tout le monde s'est retiré pour dîner, Don Quichotte et Sancho arrivent. Tandis qu'ils attendent Dulcinée, Sancho demande une récompense à son maître, ce à quoi Don Quichotte répond par de vagues promesses d'une île, d'un château et de nombreuses richesses. Dulcinée et ses invités accueillent le chevalier, et celui-ci lui rend son collier, sous les acclamations de la foule. Mais quand il lui demande de l'épouser, il est accueilli par les rires hystériques de l'assemblée. Prenant pitié, Dulcinée demande à ses convives de partir, s'excuse (« Oui, je souffre votre tristesse, et j'ai vraiment chagrin à vous désemparer »), mais explique que sa destinée et sa façon de vivre sont différentes de celles du chevalier. Elle l'embrasse sur le front et part. Mais la compagnie revient pour se moquer du vieil homme. Sancho leur reproche vigoureusement (« Riez, allez, riez du pauvre idéologue ») et emmène son maître au loin.

### Acte V
Un col de montagne dans une forêt ancienne
Par une claire nuit étoilée, Don Quichotte se meurt. Il se souvient avoir promis à Sancho une île en récompense, et lui offre un îlot de rêves, (« Prends cette île »). La mort approchant, Don Quichotte lève les yeux vers une étoile qui brille au-dessus d'eux et entend la voix de Dulcinée l'appelant vers un autre monde. Puis il s'effondre, tandis que Sancho pleure sur son corps.

## Enregistrements
- José van Dam (Don Quichotte), Alain Fondary (Sancho), Teresa Berganza (Dulcinée). Dir., Michel Plasson, avec le chœur et l'orchestre du Capitole de Toulouse, 1993, CD, EMI (754767-2)[6].
- Gábor Bretz (Don Quichotte), Anna Goryachova (Dulcinée), David Stout (Sancho). Dir. : Daniel Cohen, avec le Prager Philharmonischer Chor, et l'Orchestre symphonique de Vienne, au Festspielhaus de Bregenz (enregistré en 2019), 2020, DVD, C major[7].